# Tenthredopsis nivosa
Tenthredopsis nivosa är en stekelart som först beskrevs av Johann Christoph Friedrich Klug 1817.  Tenthredopsis nivosa ingår i släktet Tenthredopsis, och familjen bladsteklar. Arten är reproducerande i Sverige.